# Гиндин, Иосиф Фролович
Ио́сиф Фро́лович Ги́ндин (18 мая 1900, Санкт-Петербург — 3 января 1980, Москва) — советский историк. Доктор исторических наук (1960), кандидат экономических наук (1946).

## Биография
Учился в Москве в частной мужской гимназии А. Е. Флёрова (1915—1918). В 1920—1925 годах учился на экономическом факультете Петроградского политехнического института. Дипломная работа Гиндина «Банки и промышленность в России до 1917 г.» была издана в 1927 году. В 1946 защитил кандидатскую диссертацию, в 1960 году — докторскую на тему: «Государственный банк и экономическая политика царского правительства (1861—1892)».
По окончании института работал в Промбанке до октября 1928, затем — в Госбанке СССР (консультант Планово-экономического управления). Арестован по делу о «меньшевистской контрреволюционной организации в Госбанке» в 1930 году. В 1931 году получил срок 5 лет, который отбыл в Печорлаге. Был досрочно освобожден в 1933 году без снятия судимости.
В 1934—1937 годах работал на стройке канала Москва-Волга заместителем начальника планово-финансового отдела, затем на стройках Архангельска, Куйбышева, Инты, Челябинска. С 1944 по 1947 год работал в Москве руководителем финансово-планового отдела Гидропроекта.
В 1947—1949 годах — преподаватель Московского финансового института. В 1950—1956 годах — в НИИ Министерства нефтяной промышленности СССР, с 1956 года — в Институте истории АН СССР (с 1968 года — Институт истории СССР).
Научные интересы: экономическая история, история финансов и банковского дела в России 2-й пол. XIX — нач. XX веков, экономика нефтяной промышленности.
В 1972—1973 годах труды Гиндина были раскритикованы (см. Новое направление (историография)), а сам он был уволен из Института истории СССР. Его работы были запрещены к изданию до конца жизни.
Жил в Москве в Старопименовском переулке. Скончался в 1980 году. Похоронен на Донском кладбище.

## Семья
- Отец — Фрол Яковлевич (Срол Янкелевич) Гиндин (1871—?), уроженец Торопца, представитель Южного мукомольного товарищества в Санкт-Петербурге, владел лесосплавом на реке Торопа[2][3]. Семья жила на Невском проспекте, № 72, затем на Коломенской улице, № 15[4].
- Сын — Сергей Иосифович Гиндин (1945—2024), лингвист.

## Основные работы

### Монографии
- Банки и промышленность в России. К вопросу о финансовом капитале. М.-Л., 1927.
- Русские коммерческие банки. Из истории финансового капитала в России. М., 1948.
- Государственный банк и экономическая политика царского правительства. М., 1960.
- Об особенностях империализма в России. М., 1963.
- Переход от феодализма к капитализму в России: Мат-лы Всес. дискуссии. М., 1969.
- Банки и экономическая политика в России (XIX—XX в.). Избранное. М., 1997.

### Статьи
- Русская буржуазия в период империализма, её развитие и особенности // История СССР. 1963. № 2-3;
- О некоторых особенностях экономической и социальной структуры российского капитализма в начале XX в. // История СССР. 1966. № 3;
- Социально-экономические итоги развития российского капитализма и предпосылки революции в нашей стране // Свержение самодержавия. М., 1970;
- Государство и экономика в России в годы управления С. Ю. Витте // Вопросы истории. 2006. № 12; 2007. № 1-11.